# Aprendizaje cooperativo

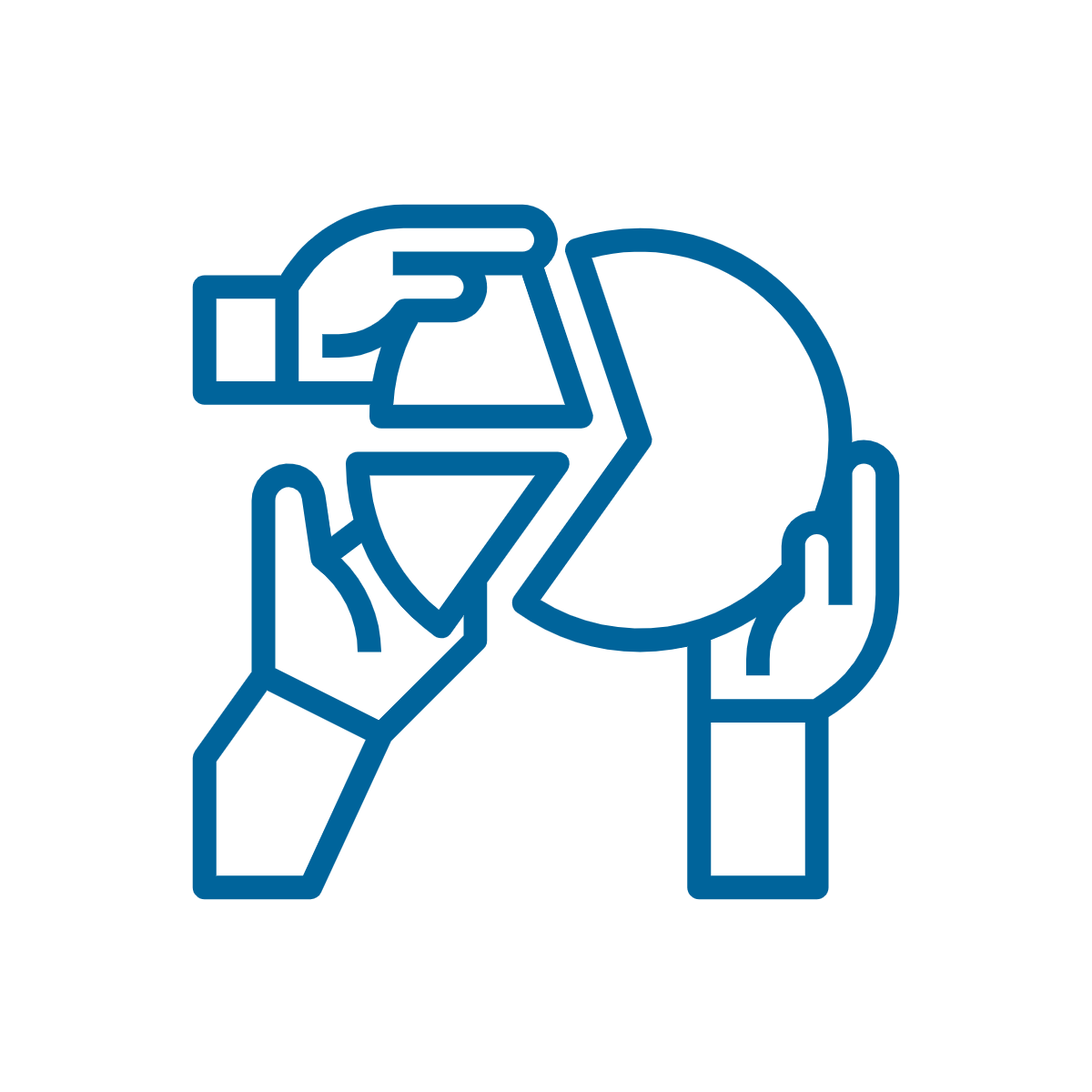
Trabajo colaborativo: producción de conocimiento y solución de problemas

El aprendizaje y el trabajo cooperativo es un enfoque que trata de organizar las actividades dentro del aula para convertirlas en una experiencia social y académica de aprendizaje para fortalecer en los estudiantes el trabajo en grupo para realizar las tareas de manera colectiva.
Promueve, entonces, el trabajo en equipo, la responsabilidad compartida y el intercambio de ideas. El alumnado se ve obligado a interactuar y dialogar, para llegar a acuerdos y, por tanto, que se dé una construcción conjunta del conocimiento. 
El aprendizaje, en este enfoque,  depende del intercambio de información entre los estudiantes, quienes se  motivan  tanto para lograr su propio aprendizaje como para acrecentar los logros de los demás. Uno de los precursores de este nuevo modelo educativo fue el pedagogo estadounidense John Dewey, quien promovía la importancia de construir conocimientos dentro del aula a partir de la interacción y la ayuda entre las partes en forma sistemática.
Si bien en la literatura pedagógica tiende a verse la relación aprendizaje colaborativo - cooperativo como sinónimos, según autores como Panitz "La diferencia esencial entre estos dos procesos de aprendizaje es que en el primero los alumnos son quienes diseñan su estructura de interacciones y mantienen el control sobre las diferentes decisiones que repercuten en su aprendizaje, mientras que en el segundo, es el profesor quien diseña y mantiene casi, por completo el control en la estructura de interacciones y de los resultados que se han de obtener".
El trabajo colaborativo se sostiene en el paradigma constructivista. Este enfoque expresa el cambio en la concepción educativa. Desde una perspectiva tradicional, centrada en el docente, se da el paso a una dimensión participativa de todos los actores, donde el docente tiene un lugar que se caracteriza como facilitador, guía y orientador. El objetivo que tiene está forma de abordar la producción de conocimiento es que los estudiantes se formen de manera integral y, además, que se preparen para la resolver problemas

## Elementos del aprendizaje cooperativo
Basado en grupos heterogéneos se desarrollan  diversas actividades que puede realizarse a través de diferentes instrumentos de trabajo, ya que las interacciones en el aula se dan de forma espontánea. Ejemplo de ello pueden constituir  aquellos casos en los que pares se llegan a entender mejor que con la misma explicación presentada por el docente. Spencer Kagan lo define como "La suma de las partes interactuando es mejor que la suma de las partes solas".
Las principales ideas en el aprendizaje cooperativo se pueden definir como:
1. Formación de grupos: Estos son grupos heterogéneos, idealmente de 4 miembros con diversos niveles de competencia, donde se debe construir una identidad de grupo, práctica de la ayuda mutua y la valorización de la individualidad para la creación de una sinergia.
2. Interdependencia positiva: Es necesario promover la capacidad de comunicación adecuada entre el grupo, para el entendimiento de que el objetivo es la realización de producciones y que estas deben realizarse de forma colectiva.
3. Responsabilidad individual: El resultado como grupo será finalmente la consecuencia de la investigación individual de los miembros. Esta se apreciará en la presentación pública de la tarea realizada.
4. Participación equitativa. El trabajo que hay que realizar se distribuye entre todos los componentes del equipo de forma equitativa (proporcionada a las posibilidades de cada uno).
5. Interacción simultánea. En la resolución de la tarea todos los estudiantes dialogan, contrastan sus pareceres y toman decisiones consensuadas.
6. Interacción cara a cara. Las niñas y niños del equipo se encuentran próximos y mantienen un diálogo que promueve el progreso continuo. La interacción social y el intercambio verbal no pueden ser logrados mediante sustitutos no verbales (instrucciones, materiales...).Determinadas dinámicas interpersonales y actividades cognitivas sólo ocurren cuando el alumnado interactúa en torno a la actividad (modelado, clarificación de ideas...).

Para que los puntos anteriores se consoliden, es necesario que el docente haya desarrollado las habilidades relacionadas con la anticipación de las acciones. Esto es: prever; tener claro el procedimiento para la obtención de un resultado concreto tanto del material didáctico como del escrito, para la realización de la actividad en cualquiera de las etapas del trabajo. 
El dar o recibir ayuda no mejora al aprendizaje en grupo, sino el tener la conciencia de necesitarla, comunicar esta necesidad e integrar la ayuda ofrecida en el propio trabajo. Es así como el trabajo cooperativo contribuye en el desarrollo de habilidades comunicativas, trabajo en grupo y flexibilidad en el pensamiento.
Además, según Jordi Adell y Auxi Sales (1999), el aprendizaje cooperativo “favorece la democracia y la solidaridad en el grupo y la autonomía en la organización del propio aprendizaje”. En la esfera virtual, tanto el aprendizaje como el trabajo colaborativo han supuesto nuevas formas de fortalecer sus dinámicas gracias a las competencias digitales que allí se desarrollan.  La investigación realizada en torno a las Estrategias para la comunicación y el trabajo colaborativo en red de los estudiantes universitarios entre los años 2013 a 2017, adscrita al proyecto CAPPLE: Competencias para el aprendizaje permanente basado en el uso de PLEs (Entornos Personales de Aprendizaje), señalaba que "La herramienta por excelencia que los alumnos el uso de gestores de enlaces, el interés mostrado por estos es más bajo siendo el uso que se hace de las mismas escaso"

### Aprendizaje cooperativo en contextos educativos virtuales
El aprendizaje cooperativo en contextos educativos virtuales puede darse tanto de manera sincrónica como asincrónica. Cuando se da de manera sincrónica, la interacción es parecida a la presencial, puesto que, se da en vivo a través de la comunicación oral y escrita, diferenciándose solo por la ausencia del contacto físico. Mientras que, cuando se da de manera asincrónica tiene tres condicionantes: psicológicos, pedagógicos y tecnológicos en que se genera la interacción cooperativa entre estudiantes en la formación virtual. 

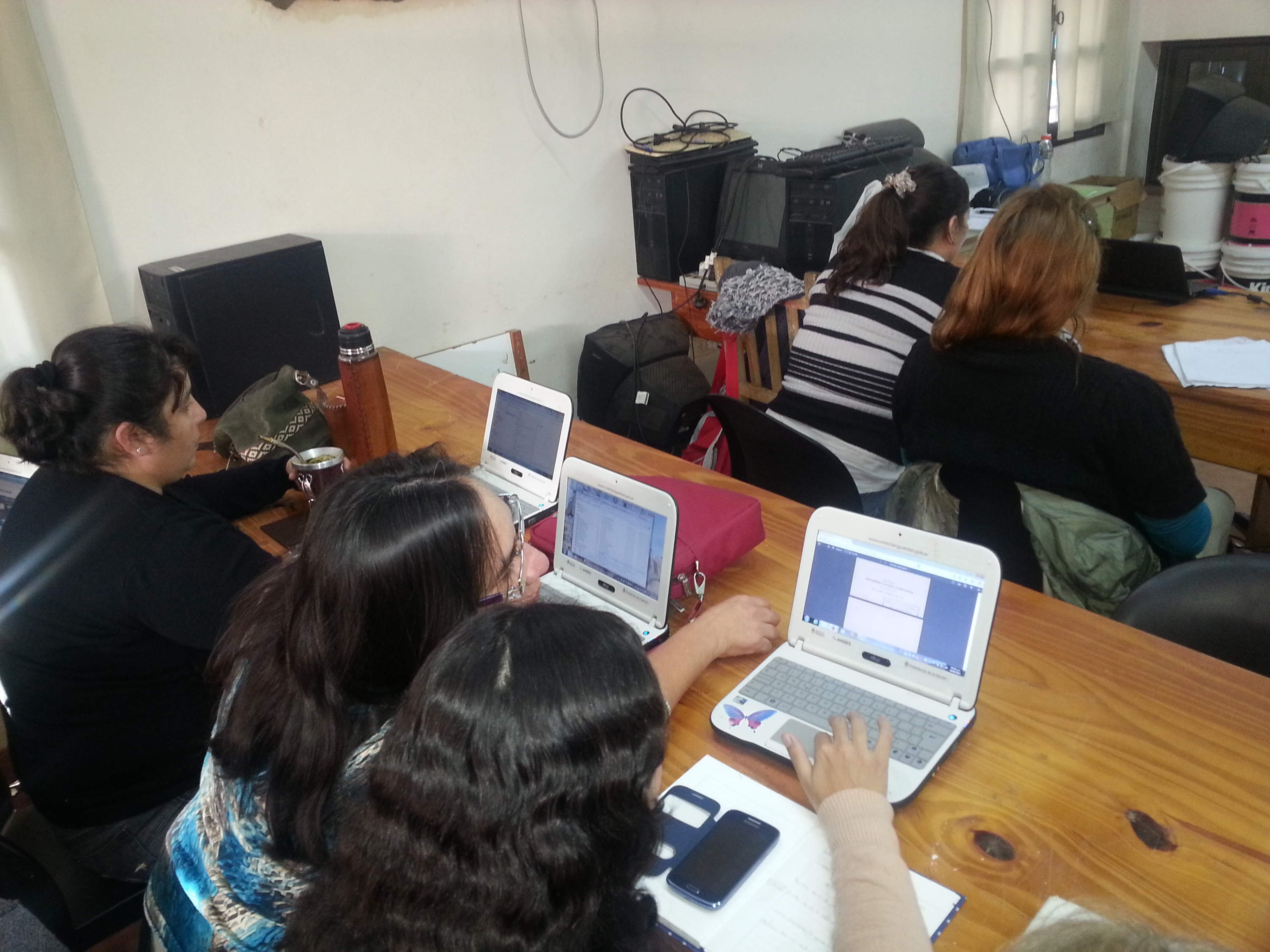
Trabajo colaborativo con Redes Escolares

Cuando se busca el aprendizaje cooperativo a través de la interacción asincrónica, se debe tener en cuenta que, las actividades que se desplieguen para tal fin deben considerar las siguientes dimensiones:
- La interdependencia positiva. Involucra el compromiso de todos y cada uno de los miembros con la meta conjunta de aprendizaje del equipo.
- La responsabilidad individual y de equipo. Tiene que ver con el cumplimiento de las actividades asignadas a cada miembro y su complementariedad eficiente con la meta de aprendizaje del equipo.
- La interacción estimuladora. Cuando se da la promoción de los logros personales y de los demás, compartiendo los recursos existentes y motivándose mutuamente.
- La gestión interna del equipo. Tiene que ver con el desarrollo de una estrategia eficaz de trabajo conjunto, así como la práctica de una serie de habilidades interpersonales para el aprendizaje en equipo.
- La evaluación interna del equipo. A través de una reflexión del equipo sobre el accionar de cada integrante y si éste permite alcanzar las metas de aprendizaje comunes planteadas en el trabajo cooperativo.

### Cómo llevar a cabo buenas prácticas colaborativas
Es normal que un grupo llegue a encontrar muchas dificultades para trabajar, porque por lo general suelen ser individualistas e incluso competitivos. Una medida para asegurar la interacción es que los grupos sean heterogéneos, en todos los sentidos posibles: género, capacidades, motivaciones e intereses.
Para llevar a la práctica el aprendizaje colaborativo se requiere diseño operativo:
- Diseñar actividades
- Formar grupos
- Fomentar habilidades sociales
- Fomentar un clima en el aula

Demanda una adecuada agrupación para promover la colaboración con intención didáctica. Siguiendo a (Johnson and Johnson, 1999), en el papel de interdependencia positiva, que se refiere a que no puede existir éxito individual sin éxito colectivo. 
La interdependencia es un concepto que se desarrolla transversalmente en todas las actividades de colaboración, en las tareas, en los roles y por supuesto en la evaluación. Es fundamental crear cohesión en el grupo, conciencia comunal; de lo contrario, afecta al equipo y al grupo. Quien debe tomar conciencia de afrontar los retos de la colaboración es el docente. El docente diseña, asigna roles, toma decisiones, elige los medios para comunicarse y manejo de conflictos. Las prácticas colaborativas son en sí mismas propiciadoras de la socialización.